# Lorenzo Federici (album)
Lorenzo Federici è il primo album in studio del gruppo musicale italiano Eugenio in Via Di Gioia, pubblicato il 5 dicembre 2014.

## Tracce
1. Argh! – 2:29
2. La cosa peggiore dell'universo – 0:16
3. Ho perso – 3:10
4. Non ancora – 4:13
5. Ottetto di stabilità – 2:20
6. Noi adulti – 4:13
7. Egli – 2:38
8. Pam – 3:42
9. Troppo sul seriale – 3:13
10. Zoo balneare (feat. Banda Fratelli) – 3:23
11. Il mondo che avanza (traccia fantasma) – 3:08